# Gisèle Georges-Mianes
 (mai 2014).
Si vous disposez d'ouvrages ou d'articles de référence ou si vous connaissez des sites web de qualité traitant du thème abordé ici, merci de compléter l'article en donnant les références utiles à sa vérifiabilité et en les liant à la section « Notes et références ».
Gisèle Georges-Mianes née le 4 mars 1928 à Paris et morte le 1er novembre 2014 à Colombes, est une artiste peintre française.

## Biographie
Peintre figuratif, aux tendances expressionnistes, Gisèle Georges-Mianes fait partie du mouvement de la Jeune Peinture de la Nouvelle École de Paris.
Elle est admise en 1945 à l'École nationale supérieure des beaux-arts de Paris dans les ateliers des peintres Eugène Narbonne et Roger Chapelain-Midy et du lithographe René Jaudon
Elle concourt pour le prix de Rome de 1950 avec pour sujet Le Sacre du Printemps. Elle participe à la réalisation des Évangiles, commande de l'évêque de Paris et réalisée[Où ?] par René Jaudon.
Elle obtient le premier prix de la bourse pour la villa Abd-el-Tif à Alger en 1957 et en est la première lauréate féminine. Elle s'embarque en 1957 et choisit de rester en Algérie où elle est engagée par le Gouvernement général de l'Algérie comme conseillère technique et pédagogique en arts plastiques auprès de la direction régionale de l'académie de Constantine jusqu'en 1962. Elle rentre en France avec un ensemble de dessins et de toiles, certaines étant conservées au musée national des Beaux-Arts d'Alger.
Elle deviendra professeur de dessin à la Ville de Paris de 1950 à 1957, membre du comité de la Société nationale d'horticulture de France (section des beaux-arts) en 1995 et commissaire du Salon des artistes présents (Le Bourget) en 1986, sociétaire de l'École des Buttes Chaumont. Ses toiles sont conservées dans plusieurs musées en France et à l'étranger.
Mariée en 1953, divorcée en 1964, une fille naît de cette union en 1954[réf. nécessaire].

## Collections publiques
- Paris, École nationale supérieure des beaux-arts.
- Savigny-sur-Orge, musée Davout.
- Musée national des Beaux-Arts d'Alger : Les Terrasses, 1957.
- Villa Abd-el-Tif.

## Récompenses
- 1956 : prix de la villa Abd-el-Tif[5].
- 1957 : 1er prix des Femmes peintres: Les 7 péchés capitaux, Paris.
- 1977 : 1er prix de peinture, galerie Cercle Saint-Louis, Paris.
- 1977 : 1er prix du paysage, Cannes.
- 1977 : 1er prix décerné par le Gouvernement général d'Algérie.
- 1987 : 1er prix d'aquarelle, galerie de la Thébaïde à Bréau-Le-Vigan.
- 1992 : médaille d'or de la jeunesse et des sports, section arts plastiques.
- 1992 : médaille d'or au Salon de Chicago.
- 1995 : prix Corot au 25e Salon du 9e arrondissement de Paris.
- 1997 : prix Henri Fay de la Fondation Taylor.
- 2001 : prix Univers des arts.
- Prix de peinture de la Fondation Lalique au château de Longpont-sur-Orge (Essonne).

## Distinction
- Chevalier des Palmes académiques en 1980.

## Expositions

### Galeries
- 1957 : Galerie de Paris (boulevard Raspail, Paris 6e)
- 1957 : Exposition organisée par Marylène David à Londres (Grande-Bretagne)
- 1958 : Exposition itinérante en Algérie (Bône, Oran)
- 1971 : Galerie Marcel Bernheim à Paris
- 1972 : Galerie San Marco à Rome (Italie)
- 1980 : Galerie Créer, « Le Cirque », rue du Faubourg Saint-Honoré, Paris
- 1982 : Festival International de Peinture, Tour Sony à Osaka (Japon)
- 1986 : Exposition « Peintres du spectacle » à Paris
- 1988 : Galerie Katia Granoff à Cannes (France), « Le Cirque »
- 1990 : Galerie Katia Granoff Institut, peintures
- 1991 : Exposition à l'ambassade de France à Washington (USA)
- 1991 : Galerie de l'Assemblée nationale avec la Société nationale d'horticulture de France
- 1992 : Exposition au Dailey Civic Center à Chicago (USA)
- 1993 : Exposition Galerie César du Forum, Las Vegas (USA)
- 1993 : Galerie Arte Viva à Levallois-Perret (France)
- 1994 : Galerie Everarts, rue d'Argenson, Paris
- 1995 : Galerie Everarts, rue d'Argenson, Paris
- 1996 : Exposition au musée de Tahiti à Papeete (Polynésie française)
- 1996 : Exposition Rétrospective au CREPS à Châtenay-Malabry, « Les Peintres de la Réalité poétique »
- 1997 : Exposition à la Fondation Taylor, Paris
- 1998 : Exposition à Riddes (Suisse)
- 1999 : Exposition à Martigny (Suisse)
- Exposition au château de la Forêt à Livry-Gargan (Seine-Saint-Denis)

### Salons
- Grands et Jeunes d'Aujourd'hui
- Salon de Cagnes-sur-Mer
- Salon d'automne (Sociétaire)
- Salon des artistes français (Sociétaire)
- Salon des indépendants (Sociétaire)
- Salon de la Société nationale des beaux-arts, Paris (Sociétaire)
- Salon de Vernon (Eure), Mantes-la-Jolie (Yvelines), Colombes, Courbevoie (Hauts-de-Seine)
- Salon de la mairie du Xe arrondissement de Paris, section des beaux-arts de la Société nationale d'horticulture de France, 1995
- Salon de l'École des Buttes-Chaumont (Sociétaire)